# Руминьяви
Руминья́ви (Руминьави, Руминьяуи, кечуа Rumi ñawi, букв. «каменный глаз»; конец XV в., Пильяро, ныне провинция Тунгурауа, Эквадор — 25 июня 1535), настоящее имя — Атик Пильявасо (кечуа Atiq Pillawasu) — военачальник империи инков, который после смерти Великого инки Атауальпы возглавил сопротивление коренного населения испанцам в северной части бывшей Инкской империи (ныне Эквадор) в 1533 г.
Историки инков считали, что Руминьяви был единоутробным братом Атауальпы от местной знатной женщины. Узнав о том, что Франсиско Писарро обманом захватил и убил Атауальпу, Руминьяви вернулся вместе с караваном золота, предназначенным для выкупа последнего, на территорию нынешнего Эквадора. По легендам, он сбросил золото со скалы и приготовился к защите от испанцев. Писарро послал своего помощника Себастьяна де Беналькасара, чтобы тот схватил Руминьяви и нашёл золото. Силы противников встретились у горы Чимборасо, и Руминьяви потерпел поражение. Однако перед тем, как испанцы смогли захватить Кито, Руминьяви сжёг его дотла и приказал убить храмовых девственниц, чтобы враги не смогли их осквернить.
В поражении Руминьяви сыграли роль племена каньяри, покорённые незадолго до этого инками и питавшие к ним старую вражду — они перешли на сторону испанцев. Руминьяви был взят в плен, подвергнут пыткам и затем казнён испанцами, отказавшись выдать местонахождение сокровищ.
В 1985 г. Конгресс Эквадора объявил 1 декабря ежегодным днём памяти Руминьяви — героя и защитника нации. Художественный образ Руминьяви (реальный портрет не сохранился) изображён на эквадорской банкноте в 1000 сукре. Стадион на 8.000 зрителей в городе Сангоичи назван в честь Руминьяви.